# Hans Pauli Olsen

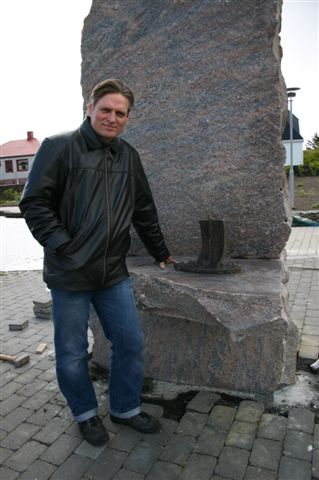
Hans Pauli Olsen, 2006

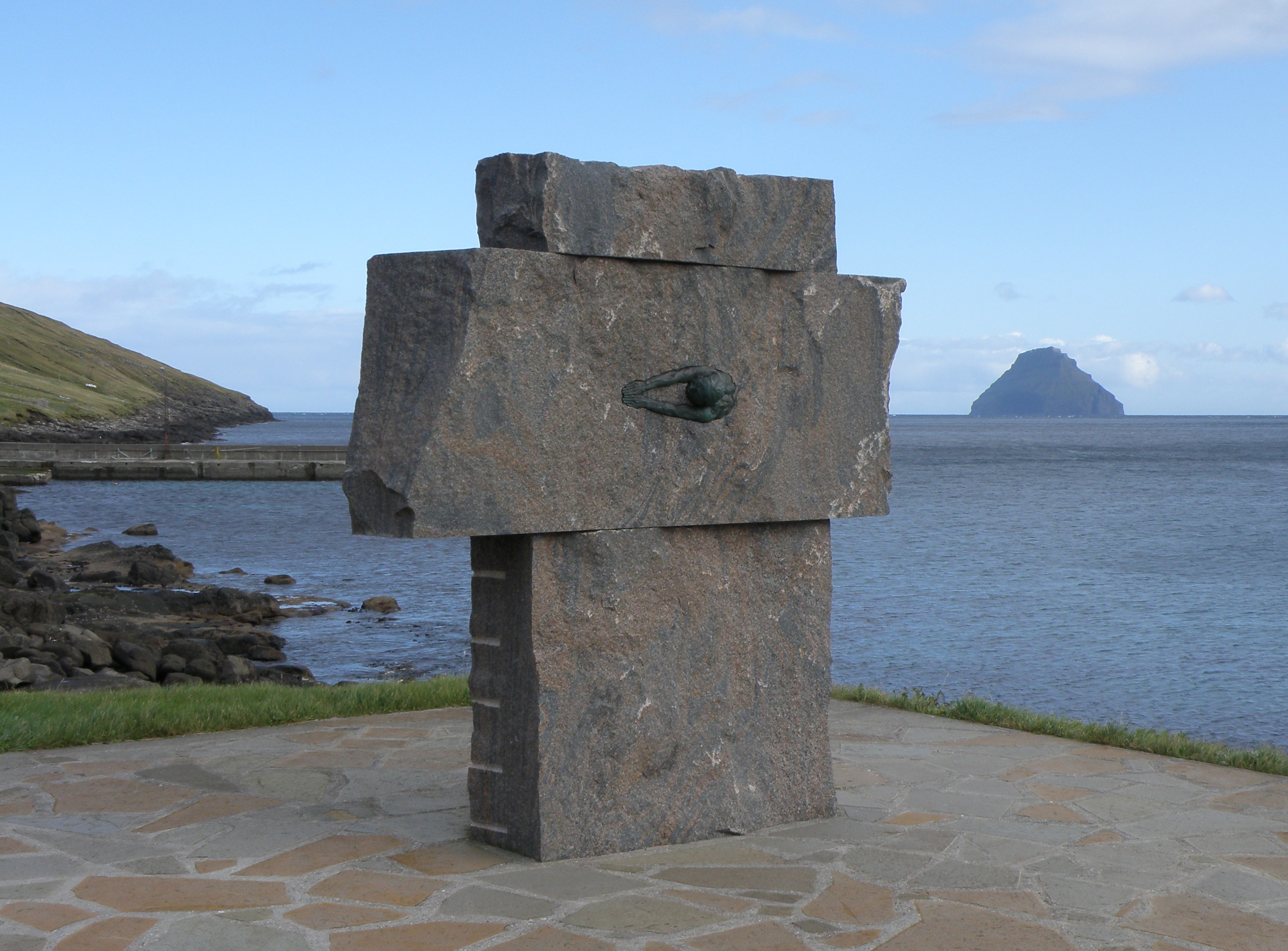
Gedenkstein an Sigmundur Brestisson in Sandvík, ie Insel Lítla Dímun im Hintergrund

Hans Pauli Olsen (* 24. August 1957 in Tórshavn) ist ein färöischer Bildhauer. Er lebt und arbeitet in Kopenhagen und ist daher auch als dänischer Bildhauer bekannt.

## Leben
Hans Pauli ist der Sohn des Schiffszimmerers Esmar Olsen und dessen Frau Ebba, geborene Joensen. Seit 1985 ist er mit der Künstlerin Hjørdis Haack verheiratet.
Olsen absolvierte seine künstlerische Ausbildung 1976–78 an der Ny Carlsberg Glyptotek und der Königlich Dänischen Kunstakademie bei den Professoren Willy Ørskov und Bjørn Nørgaard 1979–87.
Hans Pauli Olsen benutzt meist klassische Materialien wie Granit, Gips, Bronze und hat als Bildhauer eine spezielle figurative und surrealistische Ausdrucksform entwickelt.
Seine teils monumentalen Werke sind auf den Färöern und in Dänemark zu sehen. Aktuell auf den Färöern sind die Skulpturen der beiden Wikingerhäuptlinge Tróndur í Gøtu und Sigmundur Brestisson. Von ihm stammen auch einige Sondermünzen der Dänischen Nationalbank.

## Große öffentliche Skulpturen auf den Färöer-Inseln und in Dänemark: (Auswahl)
- 1986 Omaná og undir vatninum, Bronze, vor dem Färöer Kunstmuseum, Tórshavn, Färöer-Inseln
- 1987 Skyggen, (Novelle von Oddfríður Marni Rasmussen), Bronze, Färöer Kunstmuseum, Tórshavn, Färöer-Inseln[1]

- 1989 Figuren, Glasfaserverstärkter Kunststoff, Färöer-Handelsschule (dän. Færøernes Handelsskole), Kambsdalur, Färöer-Inseln
- 1989 Tradarmadurin, Bronze und Stein, Tórshavn, Färöer-Inseln
- 1995 Nólsoyar Páll (Poul Poulsen Nolsøe) (1766–1809), Bronzeskulptur, Tórshavn, Färöer-Inseln
- 1996 Das Auge (dän. Øjet), Bronzeskulptur, im Ådalspark, Kokkedal (Fredensborg Kommune), Dänemark
- 1998 RingreiterDenkmal (dän. Ringriderstatuen), Bronze und Granit, Sønderborg, Dänemark
- 1998 Hjørdis og skyggen, Bronze und Granit, IDA Ingeniørforeningen, København, Dänemark[2]
- 2004 Fría, Skulptur, Bronze und Granit, Tórshavn, Färöer-Inseln
- 2004 Walfang (fär. Grindadráp), Eisenskulptur, vor dem Haus des Nordens (Norðurlandahúsið), Tórshavn, Färöer-Inseln
- 2004 Frau auf der Brücke (dän. Kvinden på broen), Skulptur, Bronze, Einkaufszentrum Ro´s Torv, Roskilde, Dänemark[3]

- 2004 Millennium, Skulptur, Bronze und Granit, Slagelse, Dänemark[4]
- 2005 Leibesübungen (dän. Idræt), Bronze und Granit, Tórshavn, Färöer-Inseln
- 2006 Skulptur zum Gedenken an Sigmundur Brestisson, Bronze und Granit, Sandvík, Suðuroy, Färöer-Inseln, die Insel Lítla Dímun kann man im Hintergrund sehen.
- 2006 Portrait Sigmundur Brestisson, Bronze und Granit, Vesturkirkjan, Tórshavn, Färöer-Inseln
- 2006 Schwimm-Mädchen (dän. Svømmepigen), Bronze und Granit, vor der Schwimmhalle in Tórshavn, Färöer-Inseln
- 2007 Kirche (dän. Kirken), Bronze und Granit, Holstebro, Dänemark[5]
- 2007 Stella Argus (Fischerschiff), Kvívík, Färöer-Inseln
- 2008 Tróndur í Gøtu, Bronze und Granit, Norðagøta, Färöer-Inseln
- 2008 Fípan Fagra, Bronze und Granit, Klaksvík, Färöer-Inseln